# 王长江 (1956年)
王长江（1956年12月—），男，河北海兴人，中华人民共和国政治学家。

## 生平
1956年12月生于河北省海兴县。1978年考入北京大学国际政治系。1985年到中央党校党的建设教研部任教。1996年破格晋升为教授。后来担任中央党校党建教研部主任，中央党校世界政党比较研究中心主任，博士生导师。他是第十二届全国政协委员，国务院学位委员会政治学学科评议组成员。
2014年7月，中央党校完成了专业技术内设一级岗位首次聘用，王长江获聘为一级教授。2016年秋季学期，因任职年龄已到达限制（60周岁），王长江即将卸任中央党校党建教研部主任职务，他找到中央党校副校长黄浩涛以及组织部门，明确表达了“准点退下、绝不恋栈、一天也不愿耽搁的心情”。在卸任前夕，2016年7月29日在互联网上传开了王长江的一段讲课视频。中国大陆左派人士声称王长江在视频中发表了马克思主义中看不中用、不适合中国国情，毛泽东击败了所有的敌人却发展不好经济等言论，左派人士对此进行了猛烈抨击。
2016年12月，王长江正式卸任中央党校党建教研部主任职务，同时向记者确认了这段视频的真实性。他并未因这段视频受到任何处理，仍继续担任中央党校一级教授。

## 学术贡献
王长江长期从事世界政党运行机制的比较研究以及中国共产党党的建设问题的研究，致力于将政党比较拓展至党的建设领域，并主持开创了世界政党比较学科。出版多部专著；合著、主编或参与编写了有关政党比较和党 的建设的50多部著作，数百篇有关论文。参加过《中国共产党章程》的修改和中央重要文件的起草。

## 荣誉
1997年被评为全国优秀留学回国人员。2002年获国务院政府特殊津贴，2006年获“中国十大教育英才”称号，2010年获国务院“全国先进工作者”称号。

## 著作
- 《世界政党比较研究》
- 《现代政党执政规律研究》
- 《政党的危机——国外政党运行机制研究》
- 《时代的声音——“三个代表”与党的建设》
- 《苏共——一个大党衰落的启示》
- 《政党现代化论》
- 《政党论》
- 《中央党校大讲堂：王长江讲稿》[1]